# 岡山市立せのお病院
岡山市立せのお病院（おかやましりつせのおびょういん）は、岡山県岡山市南区妹尾にある医療機関。岡山市が100%出資する「地方独立行政法人岡山市立総合医療センター」が運営する病院である。
岡山市立市民病院が主に救急医療、感染症医療などの急性期医療を担うのに対し、せのお病院は地域医療、亜急性期医療を担当。

## 概要
1947年（昭和22年）に設立された「妹尾町立診療所」が前身。1971年（昭和46年）、妹尾町の岡山市への合併に伴い、「岡山市立せのお病院」となる。
現在、外来診療や入院の地域包括ケア病床60床に加え、訪問診療に取り組み、地域密着型の医療を進める。
地域包括ケア病床では、急性期病院からの患者を受け入れ、亜急性期医療を行い、自宅への復帰を支援。
また、近隣の患者さんが脱水や感染症で体調を崩した場合や骨折などで安静を要する場合の診療も担う。入院中は、リハビリテーション、栄養管理、認知症ケア、服薬指導などを実施し、在宅あるいは施設復帰に繋げる。退院後も、訪問リハビリテーションなどで継続的医療を提供。

## 診療科

### 診療技術部
- 内科
- 整形外科
- リウマチ科
- 眼科
- 耳鼻咽喉科
- 皮膚科
- 泌尿器科

- 放射線科
- リハビリテーション科
- 栄養科

### 看護科
- 看護科

## 医療機関の指定等
- 保険医療機関
- 労災保険指定医療機関
- 身体障害者福祉法指定医の配置されている医療機関
- 生活保護法指定医療機関
- 結核予防法指定医療機関
- 原子爆弾被害者一般疾病医療取扱医療機関
- 公害医療機関

## 周辺
- 岡山市南区役所妹尾地域センター
- 西ふれあいセンター
- 妹尾郵便局
- おかやま信用金庫妹尾支店

## 交通アクセス
- JR宇野線（宇野みなと線・瀬戸大橋線）「妹尾駅」から徒歩約15分。
- 岡電バス 「天満屋バスステーション」・「岡山駅」から、いずれも「せのお病院前」下車、徒歩約5分

「火の見行」「重井附属病院行」「コンベックス岡山前行」
- 国道2号岡山バイパス 妹尾西交差点を南
- 岡山県道21号岡山児島線 汗入交差点を南

## 関連施設
- 岡山市立市民病院
- 岡山市立金川病院